# Mount Rigby
Mount Rigby är ett berg i Antarktis. Det ligger i Västantarktis. Nya Zeeland gör anspråk på området. Toppen på Mount Rigby är 950 meter över havet.
Terrängen runt Mount Rigby är huvudsakligen kuperad. Trakten är obefolkad. Det finns inga samhällen i närheten.